# Bernstein (hrad)
Hrad Bernstein leží v Bernsteinu v rakouské spolkové zemi Burgenland. Historie hradu začíná ve 13. století.

## Poloha
Hrad je postavený vysoko nad údolím „Tauchentalu“ a je nejvýše položeným hradem v Burgenlandu.

## Historie
V roce 860 patřil hrad arcibiskupství salcburskému. Erimbert, leník arcibiskupství, předal léno na Pinka. Místní jméno Rettenbach se dříve neužívalo, avšak starý slovanský název nedaleké vísky Grodnau ("k hradu patřící vesnice") ukazuje, že poblíž hrad stál a mohlo zde docházet k obchodování s jantarem (německy Bernstein), což mohlo dát hradu jeho jméno.
Před rokem 1199 patřil hrad k Uhrám. Majitelem byl Miczbán, nazývaný Akos. Není přesně známo, kdy hrad přešel na vévodu Fridricha II. (1211–1246) a jak dlouho hrad držel, v roce 1236 se však hradu zmocnil Béla IV. z uherského rodu Arpádovců. Později (1260) daroval hrad Heinrichovi II. z Héder (Güssingerský hrabě).
V roce 1336 byla hrabata z Güssingu a Bernsteinu definitivně poražena uherským králem Karlem Robertem z Anjou (1301–1342), a hrad Bernstein se po konfiskaci stal uherským královským majetkem. Roku 1388 byl hrad dán do zástavy rodině Kanizsay. O sto let později (1482) se hrad dočasně dostal do majetku uherského krále Matyáše Korvína (1443–1490). V roce 1487 získal hrad Hans von Königsberg jako zástavu od císaře Fridricha III. (1415–1493).
V roce 1529 byl hrad obléhán Turky, ale nebyl dobyt. V roce 1532 následovalo další neúspěšné obléhání Turky. Po této události bylo posíleno opevnění hradu systémem bašt.
V roce 1604 byl hrad Bernstein obléhán po dobu několika týdnů spojeným vojskem Uhrů a Tatarů pod velením sedmihradského knížete Štěpána Bočkaje (1557–1606). V roce 1617 došlo k výbuchu prachárny a silně poškozený gotický hrad poté prošel barokní přestavbou, kterou nařídil Ludwig Königsberg; hradní věže ale zůstaly zchátralé. Pozdější majitel Ehrenreich Christoph Königsberg (1605–1646) v roce 1644 prodal panství a hrad hraběti Adamu Batthyánymu (1609–1659).
Roku 1864 prodal Gustav Batthyány hrad svému správci Edwardu O'Eganovi. Dědici O`Egana prodali roku 1892 hrad Eduardu von Almásymu. Člen jeho rodiny Ladislaus Almásy (1895–1951) byl cestovatel, propagátor automobilismu a letectví; hrad je dosud majetkem rodiny. V roce 1953 byl hrad upraven na komfortní hotel, další rekonstrukcí prošel roku 2007.
V hradu se nachází alchymistická laboratoř a mučírna z 16. století, pozoruhodný je i rytířský sál z první poloviny 17. století s propracovanou štukovou výzdobou stropu.